# Things Are Getting Better

Things Are Getting Better est un album du saxophoniste de jazz Cannonball Adderley enregistré et édité en 1958. Il porte le sous-titre de Canonball Adderley with Milt Jackson.

## Historique
Cet album, enregistré par Jack Higgins, a été publié par le label Riverside (RLP-1128).

## Titres de l’album[1]
| No | Titre                     | Auteur                       | Durée |
| -- | ------------------------- | ---------------------------- | ----- |
| 1. | Blues Oriental            | Milt Jackson                 | 4:55  |
| 2. | Things Are Getting Better | Julian "Cannonball" Adderley | 7:07  |
| 3. | Serves Me Right           | Budd Johnson                 | 4:42  |
| 4. | Groovin' High             | Dizzy Gillespie              | 5:16  |
| 5. | The Sidewalks of New York | Lawlor-Blake                 | 6:57  |
| 6. | Sounds for Sid            | Julian "Cannonball" Adderley | 6:20  |
| 7. | Just One of Those Things  | Cole Porter                  | 6:41  |

## Personnel
- Cannonball Adderley : saxophone alto
- Milt Jackson : vibraphone
- Wynton Kelly : piano
- Percy Heath : contrebasse
- Art Blakey : batterie